# 트리글리프

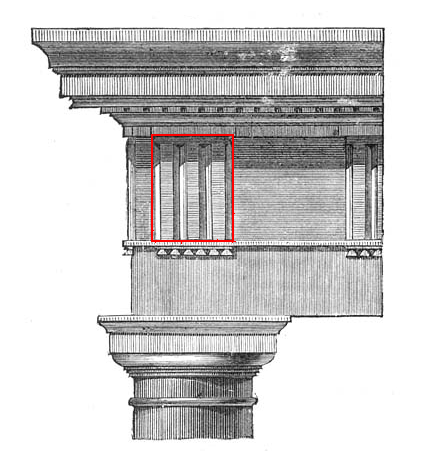
마르켈루스 극장의 고대 로마 도리스식 마지막 기둥 위 중앙에 위치한 트리글리프(빨간 부분)

트리글리프(영어: Triglyph)는 고전 건축의 도리스식 프리즈에 있는 수직으로 홈이 난 석판을 가리키는 건축 용어이다. 홈은 삼각형 모양으로 안쪽으로 움푹 파여져 있어 홈의 단면을 보면 삼각형으로 파인 것을 확인할 수 있다. 도리스식 프리즈의 트리글리프 사이 직사각형의 부분을 메토프(Metope)라고 하며, 트리글리프의 두 홈 사이의 높은 부분(즉, 평탄한 부분)은 라틴어로 'Femur' 또는 그리스어로 'Meros'라고 한다. 고전 건축의 엄격한 전통에 따라 아래의 6개의 물방울 모양의 장식(돌출부)인 구타에 세트는 항상 위의 트리글리프와 같이 배열되어 있으며(반대의 경우도 마찬가지임), 이러한 특징은 도리스식 기둥을 사용하는 건물의 엔타블러처에서만 발견된다. 이러한 특징이 없으면 건물이 도리스식에서 토스카나식 건물로 사실상 바뀌게 된다.

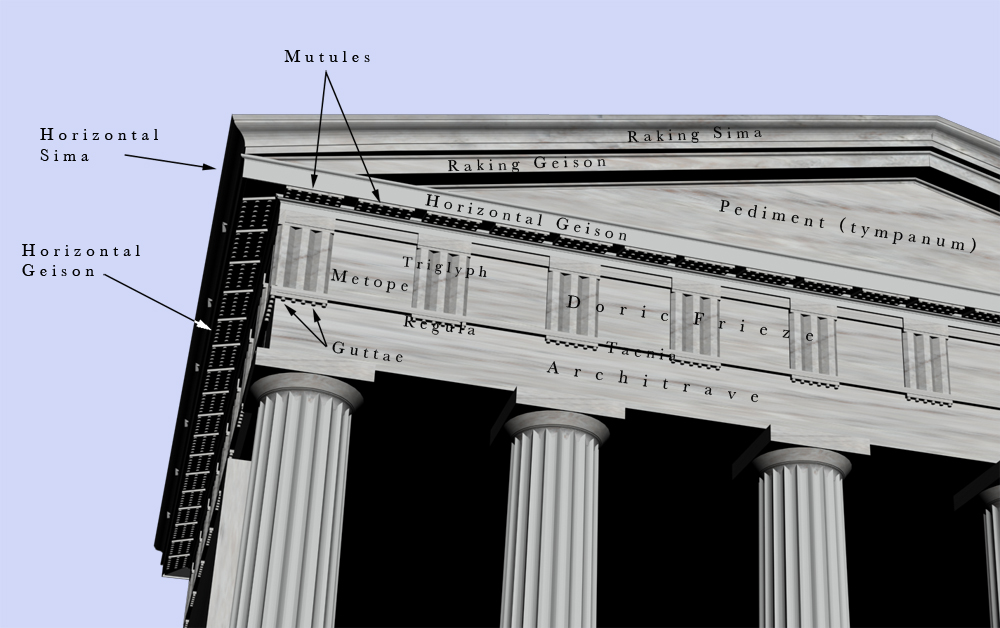
도리스 양식의 엔타블러처 중 각각의 명칭을 나타낸 표식 이미지, 트리글리프(Triglyph) 사이에 직사각형의 메토프(Metope)가 있으며 각각의 트리글리프 아랫부분에 6개의 구타에(Guttae)가 보인다.

비트루비우스와 르네상스 작가들이 묘사한 대로, 트리글리프는 마르크앙투안 로지에가 주장한 전형적인 원시 오두막(The Primitive Hut) 개념에 의해 나무 기둥 끝부분을 돌로 표현한 구조적(Tectonic) 및 형태적 표현이라고 여겨진다. 나무 기둥은 세 군데에 홈이 파여 있어서 거칠게 잘린 끝부분이 대부분 그림자에 드리워지도록 했다. 고대 그리스 건축과 그 이후의 로마 건축은 건축의 기원과 인간의 역사와 발전에서 건축이 차지하는 역할에 대한 경의로, 이러한 특징과 원래 목조 건물에서 흔히 볼 수 있는 다른 많은 특징들을 보존했다. 또한 트리글리프의 이러한 홈은 빗물을 흘려보내는 기능을 하기도 한다.

## 구조 및 배치

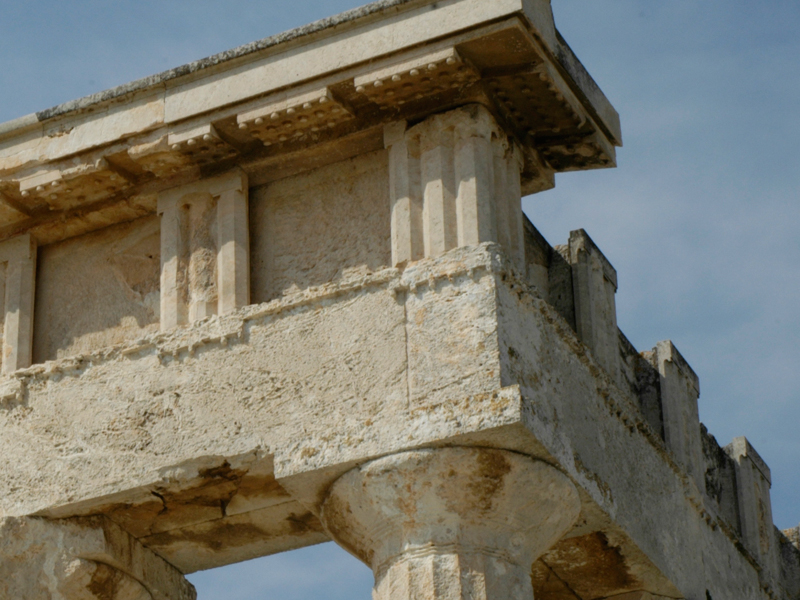
아파이아 신전의 도리스식 프리즈에 있는 트리글리프에는 메토프를 삽입하기 위한 홈이 있다.

구조적으로 보면, 트리글리프는 메토프가 있는 하나의 단일 블록에서 조각될 수도 있고, 아파이아 신전의 경우와 같이 트리글로프 블록에 홈(슬롯)을 낸 후 그 자리에 돌이나 나무로 만들어 자른 메토프를 별도로 밀어 넣어 끼울 수도 있다. 현재 파에스툼 국립 고고학 박물관에 소장되어 있는 이탈리아의 포체 델 셀레에서 발견된 6세기 메토프 두 그룹 중 한 그룹은 첫 번째 방법이 사용되었고, 나머지 다른 그룹은 두 번째 방법이 사용됐다. 단일 구조물 내에서도 모서리의 축소, 신전의 기둥 간의 간격 조정과 도리스식 프리즈의 배열 등을 허용하여 디자인에 약간의 변형이 있을 수 있으며, 이를 통해 디자인이 보다 조화롭게 보이도록 할 수 있다. 도리스식 기둥이 발전하면서 트리글리프의 배치도 다소 변화했는데, 특히 모서리 부분에 트리글리프가 배치되었다.

## 도리스 양식 외에

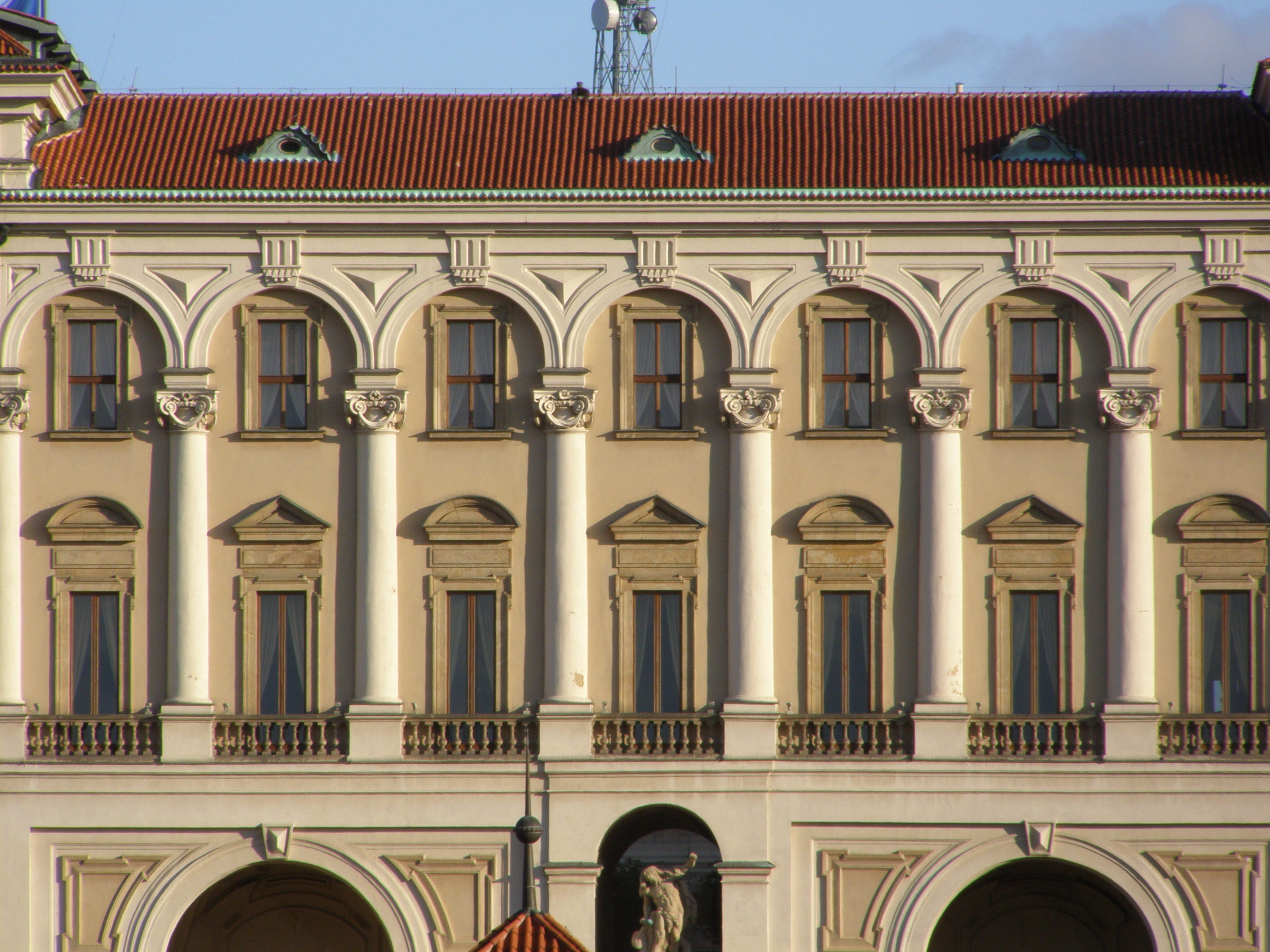
프라하의 체르닌 궁전(1660년대)에는 아치 상단에 트리글리프와 구타에 장식이 있다.

르네상스 이후 건축에서는 엄격한 관습이 버려지는 경우가 있었으며, 구타에와 트리글리프는 단독으로 또는 함께 장식으로 다소 무작위적으로 사용되기도 했다. 예를 들어, 프라하의 1660년대에 바로크 양식으로 지어진 체르닌 궁전은 아치 상단에 트리글리프와 구타에 장식이 있고, 외관에는 이오니아 양식이 다방면으로 사용됐다.

## 갤러리

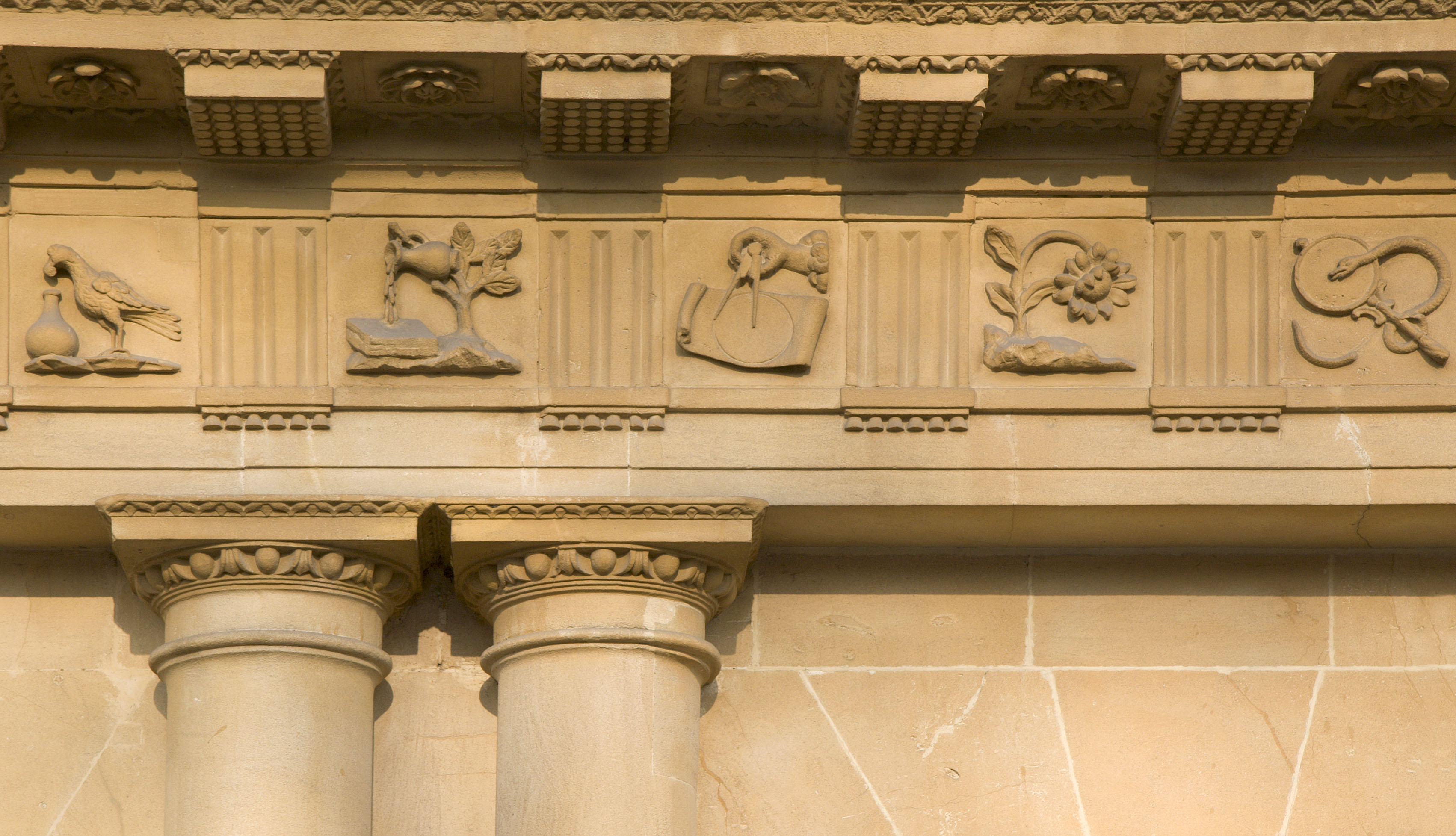
1754년, 건축가 존 우드가 만든 영국 서머싯주 바스에 위치한 건축물인 서커스의 트리글리프와 그 사이의 장식된 메토프가 반복적으로 나타난 프리즈
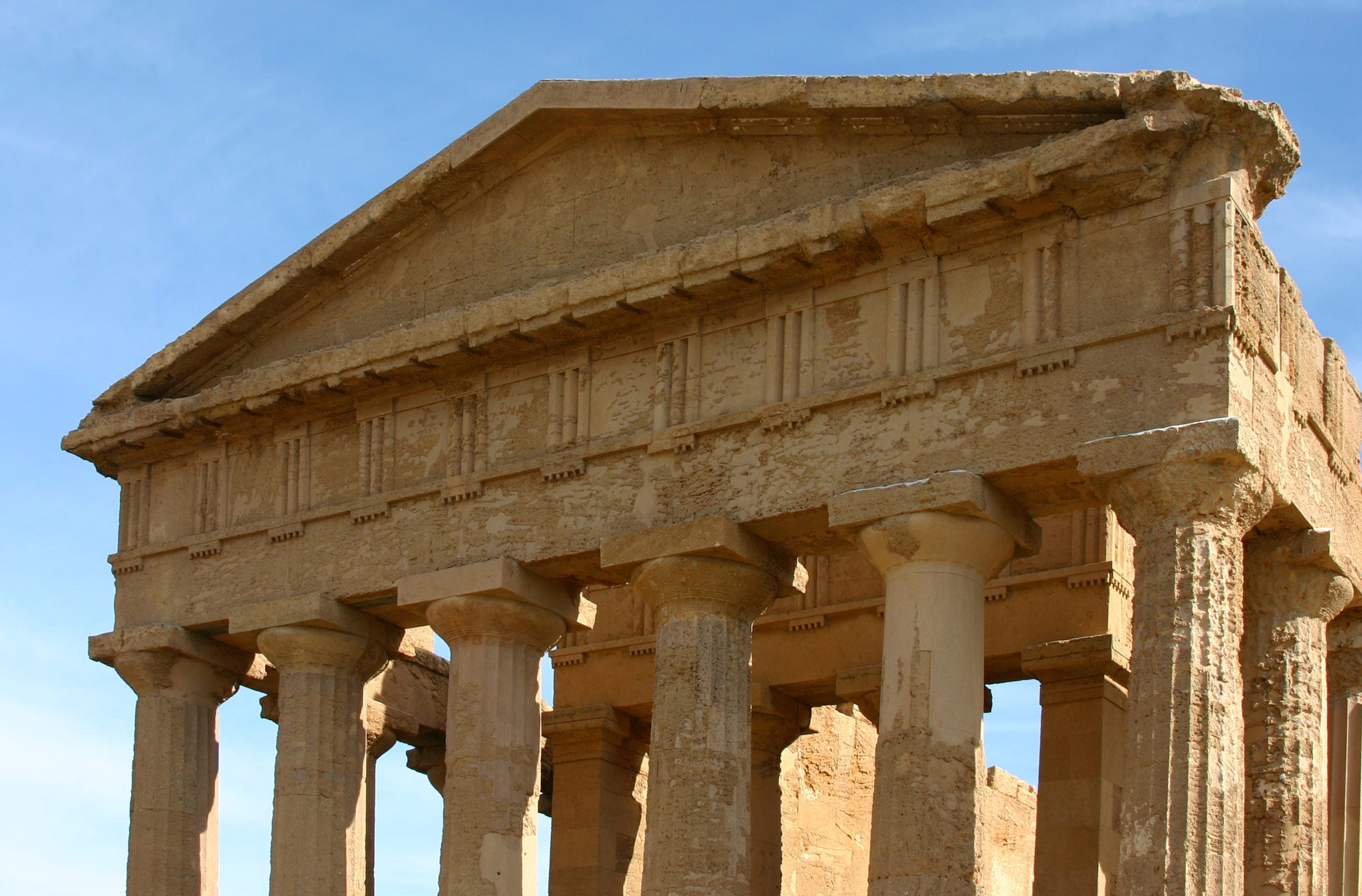
평범한 메토프가 있는 아그리젠토의 콩코르디아 신전
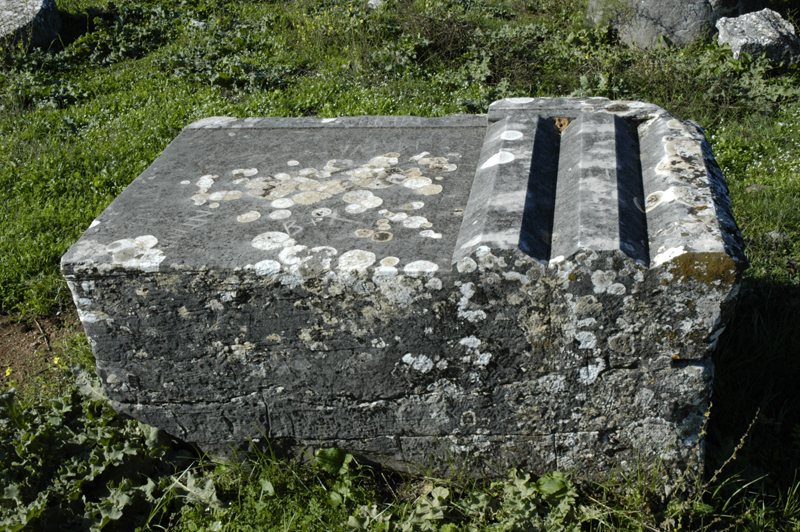
스트라토스에 있는 제우스 신전의 한 블록에서 잘려진 메토프(왼쪽)와 트리글리프(오른쪽).
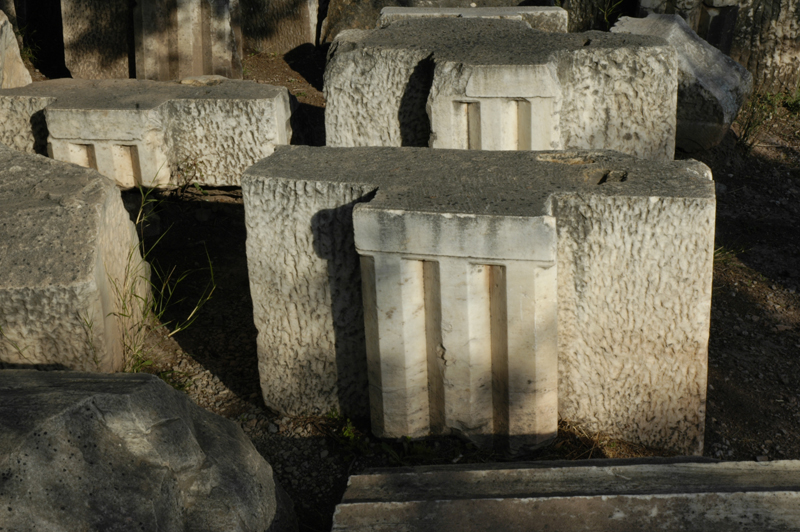
델포이의 마르마리아에 있는 메토프를 삽입하기 위한 홈이 있는 트리글리프 블록.
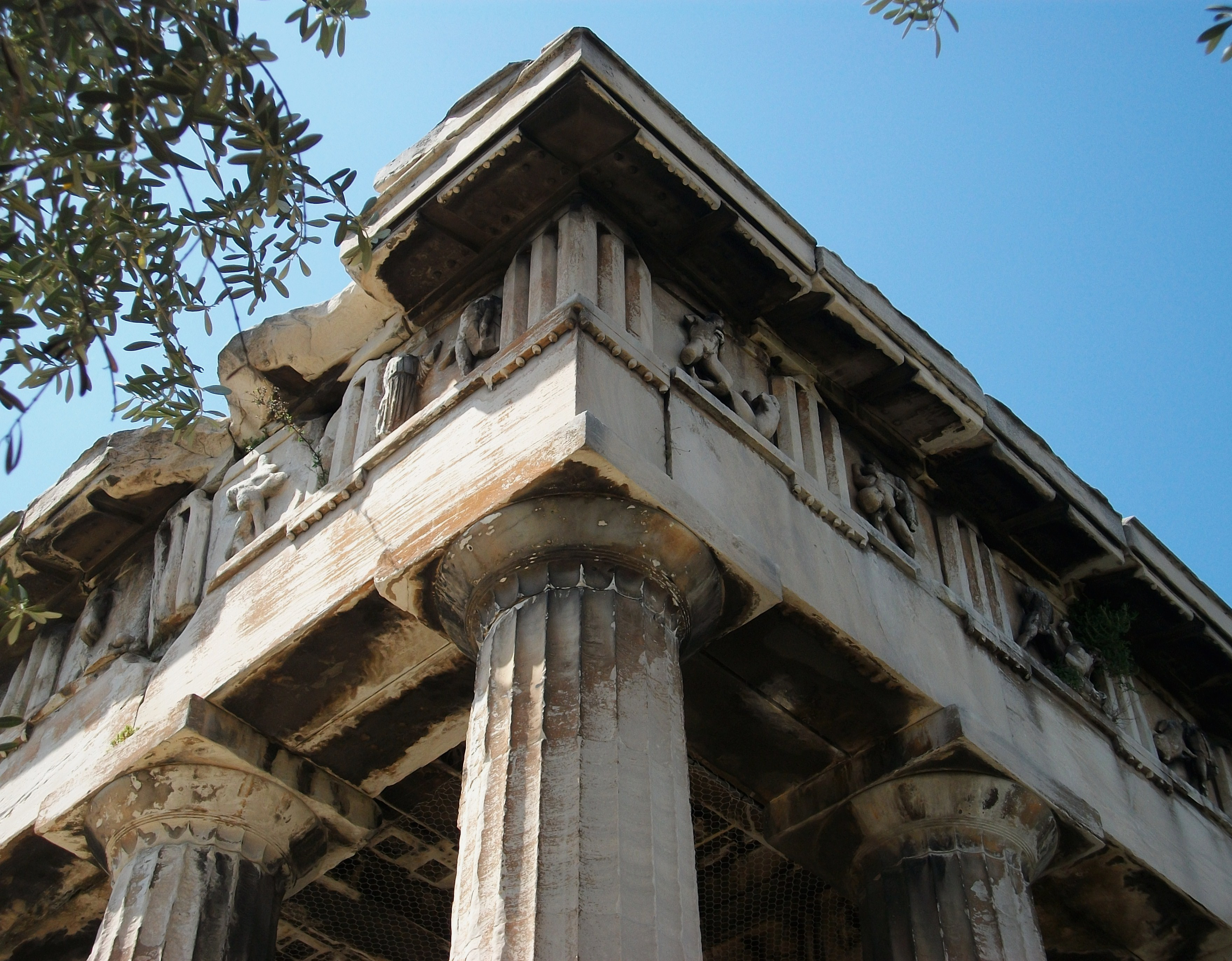
아테네에 위치한 헤파이스토스 신전의 엔타블러처. 트리글리프와 조각된 메토프가 있는 도리스식 프리즈가 보인다.
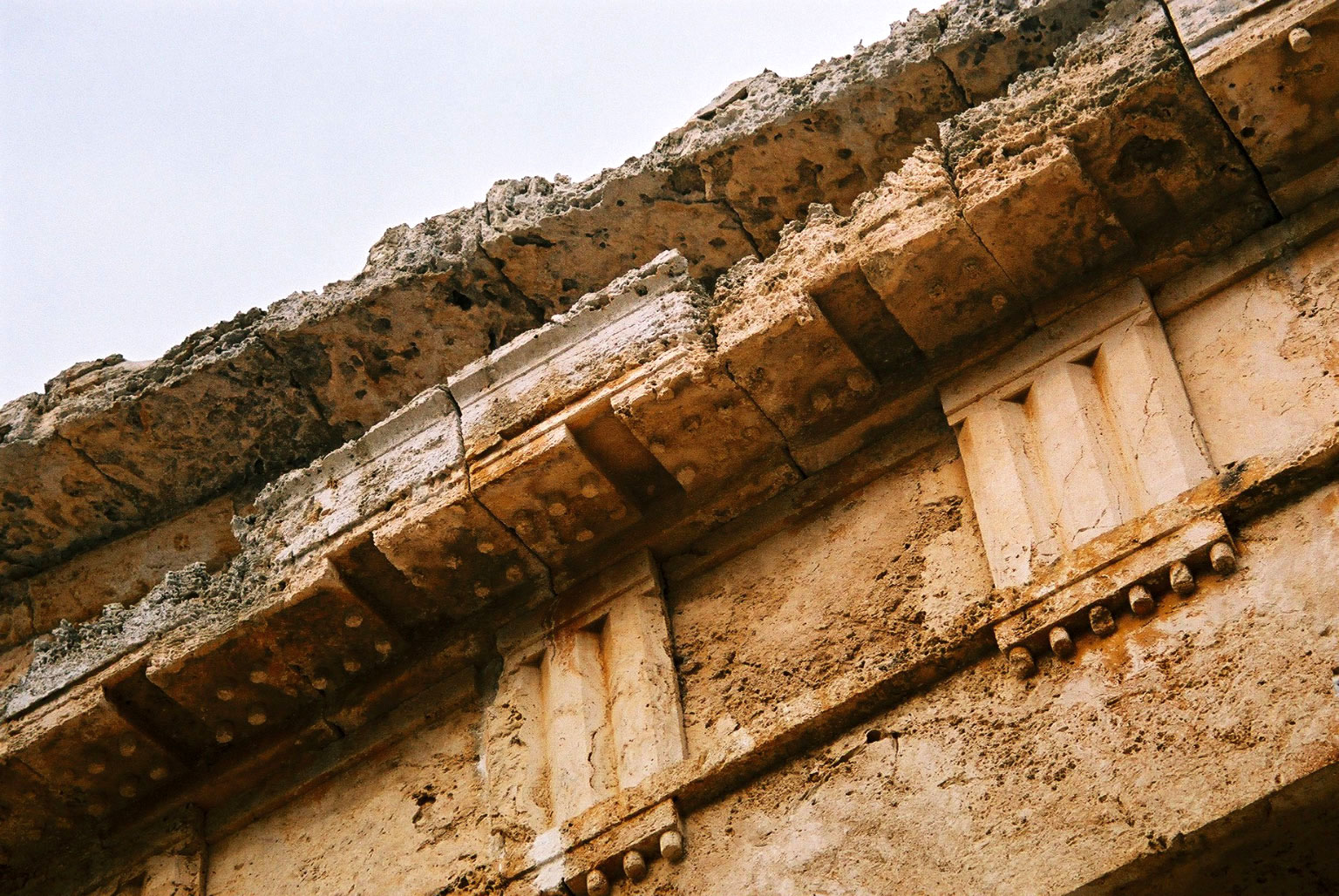
세게스타의 한 사원의 엔타블러처 세부 모습, 트리글리프(그 아래 6개의 구타에)와 메토프, 그리고 테니아가 보인다.
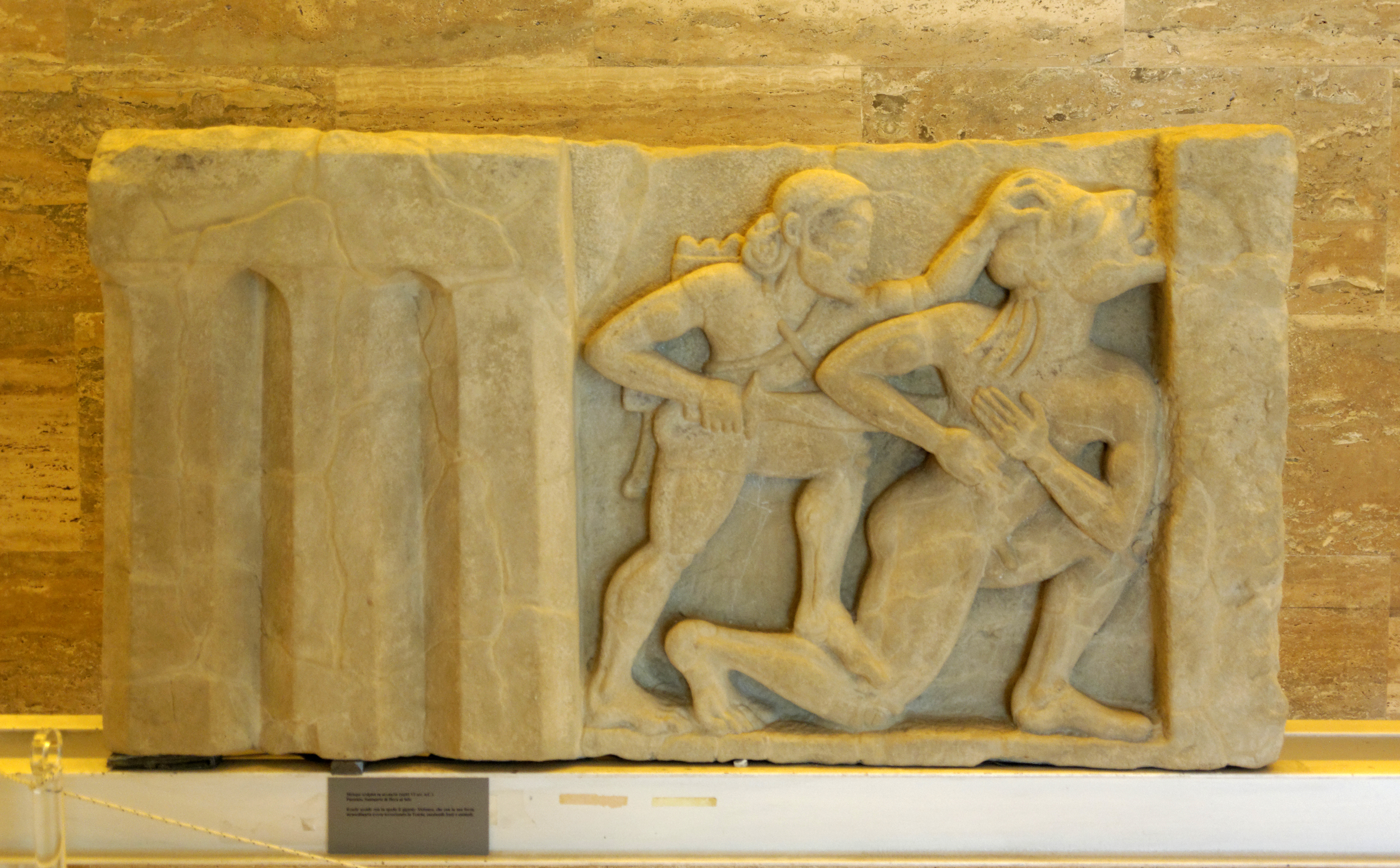
하나의 블록에 메토프와 트리글리프가 같이 있는 포체 델 셀레의 한 조각(첫 번째 그룹), 파에스툼 국립 고고학 박물관 소장
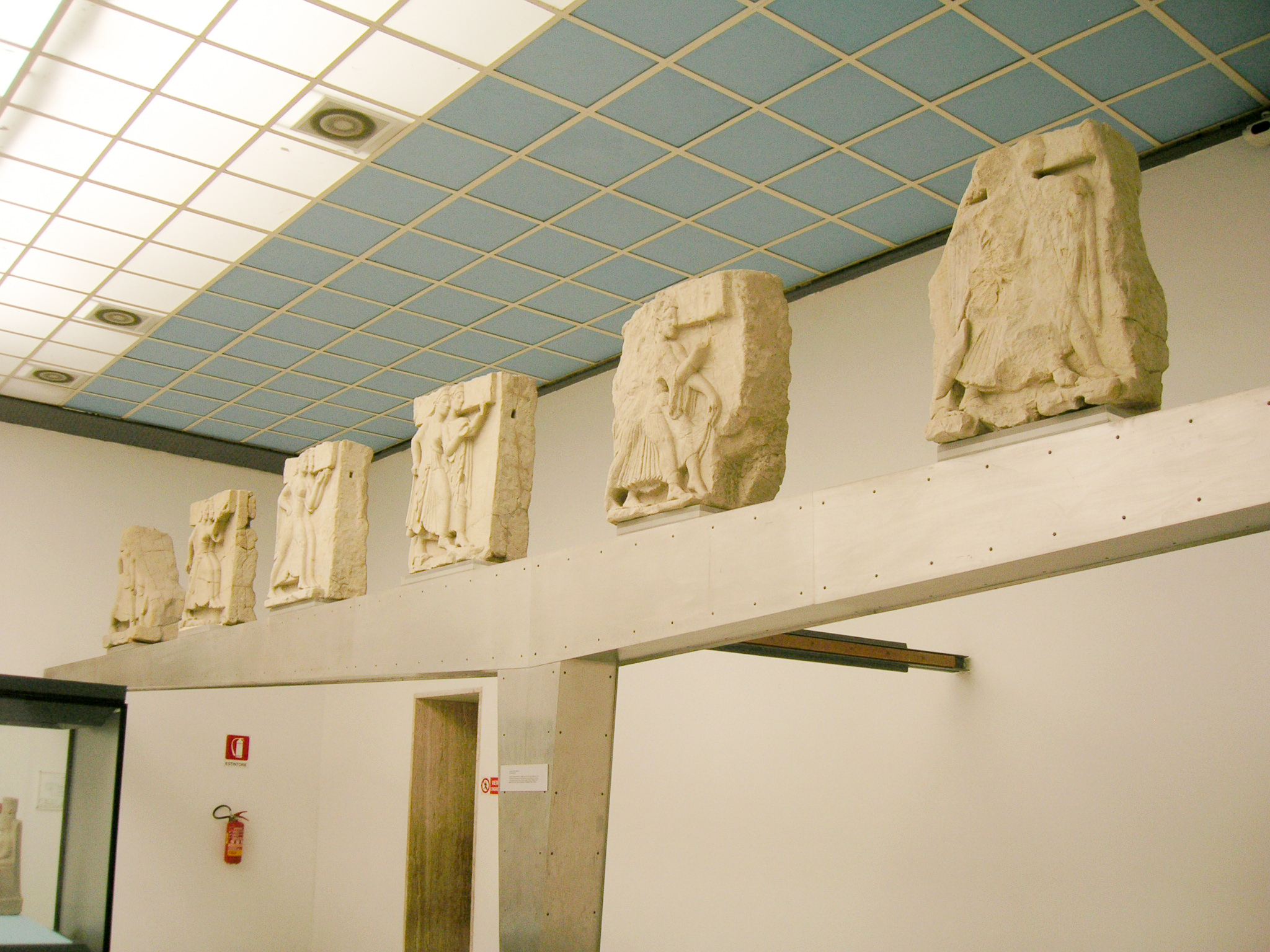
트리글로프 블록과 메토프가 구분된 포체 델 셀레의 한 조각(두 번째 그룹), 파에스툼 국립 고고학 박물관 소장

## 같이 보기
- 파시아 (건축)